# Sortavala
Sortavala (russisk: Сортавала, svensk: Sordavala) er en by i republikken Karelija i Rusland. Den ligger ved nordbredden af Ladoga. Indbyggertal: 21.131 (folketælling 2002); 22.579 (folketælling 1989). Byen er en vigtig station på jernbanen Vyborg-Joensuu.

## Historie
Sortavala-området blev første gang registreret i svenske dokumenter fra 1468. Russiske dokumenter nævner det først som "Serdovol" eller "Serdobol" i 1500. Bosættelsen Sortavala er attesteret fra 1582. Den blev afstået til Sverige efter Den ingermanlandske krig (1610–1617). Den nuværende by synes at være blevet grundlagt i 1632.
Med freden i Nystad i 1721 kom bosættelsen under Rusland sammen med resten af Finland og blev givet det russiske navn Serdobol. Den blev kendt for sine marmor- og granitbrud, som sørgede for de nødvendige materialer for bygningen af kejserens paladser i Sankt Petersborg og omegn. I 1812 blev Sortavala lagt ind under Vyborg län i det nydannede storfyrstendømme Finland. I 1917 forblev byen under det uafhængige Finland. Sortavala by og landkommune havde 26.197 indbyggere i 1939. Byen blev påført meget omfattende skader efter sovjetisk massebombardment under vinterkrigen, og ved freden i Moskva blev Finland tvunget til at afstå byen til Sovjetunionen. Hele befolkningen i byen, der var finsk, blev evakueret for første gang.
I lighed med resten af Finsk Karelen blev Sortavala taget tilbage af Finland under fortsættelseskrigen 1941-1944, og de fleste af de evakuerede vendte tilbage til deres hjem. Imidlertid, efter våbenhvilen i 1944 blev finnerne igen evakueret og byen afstået igen - tom for befolkning. Efter krigen blev byen befolket igen af folk fra Sovjetunionen.
I Sortavala lå Kymölä folkskollärarseminarium (oprettet 1880). Efter fortsættelseskrigen blev lærerseminaret flyttet til Raumo og i 1953 til Joensuu, hvor det siden blev omdannet til højskole og universitet.
Frem til 1940 var bredden af Ladoga sydvest for Sortavala et af de få relativt tæt befolkede områder nord for Det karelske næs, som var befolket af karelere.

## Geografi

### Klima
| Vejr for Sordavala                            | Vejr for Sordavala | Vejr for Sordavala | Vejr for Sordavala | Vejr for Sordavala | Vejr for Sordavala | Vejr for Sordavala | Vejr for Sordavala | Vejr for Sordavala | Vejr for Sordavala | Vejr for Sordavala | Vejr for Sordavala | Vejr for Sordavala | Vejr for Sordavala |
|                                               | Jan                | Feb                | Mar                | Apr                | Maj                | Jun                | Jul                | Aug                | Sep                | Okt                | Nov                | Dec                | År                 |
| --------------------------------------------- | ------------------ | ------------------ | ------------------ | ------------------ | ------------------ | ------------------ | ------------------ | ------------------ | ------------------ | ------------------ | ------------------ | ------------------ | ------------------ |
| Gennemsnitlig maks °C                         | −5,3               | −4,6               | 0,6                | 7                  | 14,2               | 18,8               | 21,9               | 19,6               | 13,9               | 7,2                | 1,1                | −2,4               | 7,7                |
| Gennemsnitlig °C                              | −8,4               | −8,1               | −3,4               | 2,6                | 9                  | 13,9               | 17,2               | 15,3               | 10,2               | 4,6                | −1,1               | −5,3               | 3,9                |
| Gennemsnitlig min °C                          | −11,5              | −11,6              | −7,4               | −1,7               | 3,7                | 9                  | 12,5               | 10,9               | 6,5                | 2                  | −3,3               | −8,1               | 0,1                |
| Gennemsnitlig nedbør mm                       | 47,2               | 35,9               | 34,6               | 31,7               | 42,9               | 61,8               | 58                 | 84,8               | 63,5               | 68,9               | 65,9               | 62,4               | 657,6              |
| Kilde: https://meteolabs.ru/климат/сортавала/ |                    |                    |                    |                    |                    |                    |                    |                    |                    |                    |                    |                    |                    |

## Galleri
- Ruskeala Park nær Sortavala
- Ruskeala Park
- Marmorsøen i Ruskeala
- Foss i Ruskeala